# Trung tâm giam giữ Seoul
Trung tâm giam giữ Seoul (tiếng Hàn Quốc: 서울구치소; Hanja:서울拘置所, hay còn gọi là Nhà tù Seoul) là một nhà tù ở Uiwang, tỉnh Gyeonggi, Hàn Quốc, do Cơ quan Cải huấn Hàn Quốc điều hành.

## Lịch sử
Trung tâm giam giữ hoàn thành vào tháng 7 năm 1967. Theo một báo cáo năm 1992 của Luật sư Xã hội Dân chủ, vào năm 1990, Trại giam có 1.500 tù nhân trong bộ phận y tế chỉ có một bác sĩ toàn thời gian, các tù nhân thường xuyên thiếu các phương pháp điều trị y tế cần thiết.

## Hoạt động
Trung tâm có một phòng hành quyết.

## Tù nhân đáng chú ý

### Hiện hành
- Yoo Young-chul: Kẻ giết người hàng loạt người Hàn Quốc[5]

### Trước đây
- Cựu Tổng thống Hàn Quốc Roh Tae-woo[6][7]
- Lee Jae-yong: Phó Chủ tịch Tập đoàn Samsung[8][9]
- Park Geun-hye: Cựu Tổng thống Hàn Quốc, bị luận tội và kết án tù vì tội hối lộ, lạm dụng quyền lực và các tội danh khác.[10][11]
- Kang Chang-gu: Kẻ giết người hàng loạt, bị xử tử ngày 17 tháng 4 năm 1990.[12]
- Oen Bo-hyun: Kẻ giết người, bị xử tử ngày 2/11/1995.
- Sáu thành viên của Chí Tôn Phái, bị hành quyết vào ngày 2 tháng 11 năm 1995.